# 中铁国际集团
中铁国际集团有限公司，注册地位于北京，隶属于中国铁路工程集团的上市公司中国中铁:221。业务性质为铁路、公路、市政。2017年，公司总资产91.30亿元，净资产34.55亿元，净利润3.19亿元。

## 外部連結
- 官方网站